# Biztonságiasítás
A biztonságiasítás (securitization) olyan kommunikációs folyamat, amely egy tényt biztonsági problémaként állít be. A fogalom megalkotója, Barry Buzan 1946-ban született és úgynevezett IR elméletekkel, vagyis nemzetközi kapcsolatok elméletekkel foglalkozik. Daniel Deudney 1953-ban született amerikai professzor, akinek a biztonságiasítás problémakörén túl fő kutatási területe a nemzetközi kapcsolatok és politikai elméletek kutatása a geopolitikára fókuszálva.

## A fogalom magyarázata
A biztonságiasítás annak elismerését jelenti, hogy 
egy kapcsolatrendszer komoly konfliktusokkal terhelt, ezért sürgős és rendkívüli állami fellépést kíván.
 Maga a fogalom egy kommunikációs folyamatot jelent, melynek során egy-egy téma biztonsági fenyegetésként lesz definiálva. Nagyon fontos ez a megfogalmazás, hogy csak akként lesz definiálva, hisz ez ebben a kontextusban azt jelenti, hogy nem feltétlenül függ össze azzal, hogy ez mennyire jelent objektíve fenyegetést. Barry Buzan szerint ez egy retorikai cselekedet. Ez azt a jelentést hordozza magában, hogy csupán azért válik valami biztonságpolitikai üggyé, mert egzisztenciális fenyegetésként kezdenek el beszélni róla. Ez tulajdonképpen egy dramatizációs elem (olyan elem, mely valamilyen fogalmat, valamilyen helyzetet tragikusabbként tüntet fel, mint amilyen az valójában), mely úgynevezett pánik-politikát irányoz elő. A biztonság kérdésének, fogalmának ilyenfajta kiterjesztése azonban eléggé problematikus és veszélyes, mivel rendkívüli (állami) intézkedések végrehajtására teremt felhatalmazást.

## A fogalom megalkotója
Barry Buzan 1946-ban született Londonban, majd 1954-ben családjával együtt Kanadába emigrált. Angol és kanadai állampolgársággal is rendelkezik. Egyetemi tanulmányait a Brit Kolumbiai Egyetemen végezte (The University of British Columbia). Doktori fokozatát a Londoni Közgazdasági Iskolában szerezte, ahol később professzor emeritus lett. Ezen kívül tiszteletbeli professzor a koppenhágai és jilini egyetemen is. A nemzetközi kapcsolatok elméleteiben jelentős szerepet játszott a koppenhágai iskola, melynek egyik kiemelkedő központi alakja maga Barry Buzan.

### Pályafutása
1988 és 2002 között a Koppenhágai Békekutató Intézet projektekért felelős igazgatója volt. Emellett 1995-től szintén 2002-ig a westminsteri egyetem nemzetközi tanulmányokkal foglalkozó kutatóprofesszora, míg ezt megelőzően a warwicki egyetem professzora volt. Az 1993-as év folyamán egy Japán magán egyetemen (International University of Japan) dolgozott vendégprofesszorként. 1988 és 1990 között Buzan töltötte be a Brit Nemzetközi Tanulmányok Szövetségének (British International Studies Association) elnöki tisztjét, majd 1993-'94 között az észak-amerikai szövetség ((North American) International Studies Association) elnökhelyettes lett. 1998-ban a Brit Akadémia tagjai közé emelték, majd 1999-2011 az általános koordinátorává választották annak a programnak, mely az angol iskola újra-összehívásán dolgozott. Emellett még 2004 és 2008 között el tudta látni a European Journal of International Relations szerkesztői feladatait is.

### Kutatási területei
- nemzetközi biztonság témaköre
- nemzetközi történelem és a nemzetközi rendszerek fejlődésének története
- nemzetközi kapcsolatok elméletei, különösen a strukturális realizmus témaköre
- nemzetközi közösségek vizsgálata, illetve az angol iskola[12]

## A fogalom kiterjesztett használatának problémái, Daniel Deudney

### Életpályája
Daniel Deudney 1953-ban született. Jelenleg a Johns Hopkins Egyetem politikatudományi professzora. Egyetemi tanulmányait a Yale University-n végezte, ahol 1975-ben szerzett politikatudományi és filozófiai diplomát. Később, 1989-ben pedig a Princeton-on megszerezte mester diplomáját és doktori fokozatát is.
A hetvenes években John Durkin szenátor asszisztense volt, ahol energia-és környezeti ügyekkel foglalkozott. A nyolcvanas években a washingtoni Worldwatch Institute kutatója lett. 1991 és 1998 között a pennsylvaniai egyetem tanára, majd a Johns Hopkins Egyetem professzora volt.

### Biztonságiasítás és Daniel Deudney
Daniel Deudnay a biztonságiasítás problémakörét a környezeti problémákra levetítve vizsgálja. Számos tézist vizsgál meg és kritizál ezzel kapcsolatban a The Case Against Linking Environmental Degradation and National Security című cikkében. Megvizsgálja a biztonság fogalmának újradefiniálását és kifejti, hogy a biztonság fogalmának kitágítása magának a fogalomnak a kiüresítéséhez vezet el. Deudney ebben a cikkben azt is leírja, hogy amennyiben a biztonság fogalmát nem megfelelően társítjuk egy másik fogalomhoz, akkor csupán fogalomzavart érünk el.

## Fordítás
Ez a szócikk részben vagy egészben  a   Barry Buzan című angol Wikipédia-szócikk ezen változatának fordításán alapul.  Az eredeti cikk szerkesztőit annak laptörténete sorolja fel. Ez a jelzés csupán a megfogalmazás eredetét és a szerzői jogokat jelzi, nem szolgál a cikkben szereplő információk forrásmegjelöléseként.
Ez a szócikk részben vagy egészben  a   Daniel Deudney című angol Wikipédia-szócikk ezen változatának fordításán alapul.  Az eredeti cikk szerkesztőit annak laptörténete sorolja fel. Ez a jelzés csupán a megfogalmazás eredetét és a szerzői jogokat jelzi, nem szolgál a cikkben szereplő információk forrásmegjelöléseként.